# 倉敷本染手織研究所
倉敷本染手織研究所（くらしきほんぞめておりけんきゅうじょ）は、岡山県倉敷市にある手織技法の研究、指導施設。
1953年、外村吉之介が自宅を開放し「倉敷民藝館付属工藝研究所」として設立。個人作家の養成や趣味の染織の指導ではなく、綿、麻、絹、毛などを用い、服生地、風呂敷、座布団、布袋、帯、紐、敷物など日常生活の実用品を製作する製作者を育成することを目的としている。